# Rommelaarsia
Rommelaarsia is een monotypisch geslacht van schimmels uit de orde Helotiales. Het bevat alleen Rommelaarsia flavovirens. De familie is niet eenduidig bepaalt (incertae sedis).